# بريت فورد
بريت فورد (بالإنجليزية: Brett Ford)‏ هو كاتب أغاني وطبال أسترالي، ولد في 30 ديسمبر 1959 في ملبورن في أستراليا، وتوفي بنفس المكان في 21 يوليو 2007.